# Plakolana mandorah
Plakolana mandorah là một loài chân đều trong họ Cirolanidae. Loài này được Keable miêu tả khoa học năm 1997.